# Erynnis lucilius
Erynnis lucilius là một loài bướm ngày thuộc họ Bướm nhảy. Loài này được tìm thấy ở miền nam Québec đến Manitoba và phía nam đến đông bắc Hoa Kỳ.
Sải cánh dài 21–29 mm. Ấu trùng ăn Aquilegia canadensis.